# Marlboro NSW Open 1977
New South Wales Open 1977, також відомий за назвою спонсора як Marlboro New South Wales Open, - чоловічий і жіночий тенісний турнір, що проходив на відкритих кортах з трав'яним покриттям White City Stadium у Сіднеї (Австралія). Чоловічий турнір проходи в рамках серії Colgate-Palmolive Grand Prix 1977. Відбувсь увісімдесятп'яте і тривав з 12 грудня до 18 січня 1977 року. Титули в одиночному розряді здобули Івонн Гулагонг Коулі і Роско Теннер. Торішній чемпіон Тоні Роч не зміг взяти участь через травму м'язів шлунку.

## Фінальна частина

### Одиночний розряд, чоловіки
Роско Теннер —  Браян Тічер 6–3, 3–6, 6–3, 6–7, 6–4

### Одиночний розряд, жінки
Івонн Гулагонг Коулі —  Сью Баркер 6–2, 6–3

### Парний розряд, чоловіки
John Alexander /  Філ Дент —  Рей Раффелз /  Аллан  Стоун 7–6, 2–6, 6–3

### Парний розряд, жінки
Івонн Гулагонг Коулі /  Гелен Гурлей Cawley —  Мона Геррант /  Керрі Рід 6–0, 6–0